# Qādū Kandī
Qādū Kandī (persiska: قادو کندی, قادو كَندی) är en ort i Iran.   Den ligger i provinsen Västazarbaijan, i den nordvästra delen av landet, 700 km nordväst om huvudstaden Teheran. Qādū Kandī ligger 1 918 meter över havet och antalet invånare är 211.
Terrängen runt Qādū Kandī är kuperad. Runt Qādū Kandī är det ganska glesbefolkat, med 39 invånare per kvadratkilometer. Närmaste större samhälle är Seyah Cheshmeh, 10,3 km väster om Qādū Kandī. Trakten runt Qādū Kandī består i huvudsak av gräsmarker.